# The Corries
The Corries — шотландская фолк-группа, возникшая в период возрождения шотландской фолк-музыки ранних 1960-х. Хотя вначале группа состояла из 3-х человек, известность приобрел именно дуэт Роя Уильямсона (Roy Williamson) и Ронни Брауна (Ronnie Browne).

## Ранние годы
Рой Уилльямсон родился в 1936 г. в Эдинбурге. Его мать играла на фортепиано. В школе он на слух учился играть на блокфлейте. Когда учитель узнал об этом, он выгнал его с уроков музыки. Он ходил в школу Уэстер Элчиз (Wester Elchies), затем в Аберлор Хаус (Aberlour House) и Гордонстаун (Gordonstoun. Он обучался мореплаванию в Бюргхэде (Burghead), а затем поступил в Эдинбургский Колледж Искусств, где встретил Ронни Брауна в 1955. Они играли вместе более тридцати лет.

## Успех на телевидении
Через год они появились на телевидении. Рой Уильямсон и Ронни Браун были учителями рисования, Смит – архитектором, а Бэлл – секретаршей. В 1964 они были на разогреве у The Dubliners, когда те играли в Ашер Холле в Эдинбурге.

## Комболины
Уилльямсон умел хорошо обрабатывать дерево. Летом 1969 он изобрел "комболины", два инструмента, каждый из которых состоял из нескольких инструментов, собранных воедино.
Первый являлся дуэтом мандолины и гитары.

## Дискография
- The Corrie Folk Trio and Paddie Bell (1965)
- The Promise Of The Day (1965)
- Those Wild Corries (1966)
- Bonnet, Belt and Sword (1967)
- Kishmul's Galley (1968)
- Scottish Love Songs (1969)
- Strings and Things (1970)
- In Retrospect (1970)
- Sound The Pibroch (1972)
- A Little Of What You Fancy (1973)
- Live from Scotland Volume 1 (1974)
- Live from Scotland Volume 2 (1975)
- Live from Scotland Volume 3 (1975)
- Live from Scotland Volume 4 (1977)
- Peat Fire Flame (1977)
- Spotlight On The Corries (1977)
- Stovies (album) (1980) (live)
- A Man's A Man (1980)
- The Dawning of the Day (1982) (live)
- Love From Scotland (1983) (сборник)
- Scotland Will Flourish (1985) (live)
- Barrett's Privateers (1987) (live)
- The Bonnie Blue (1988) (live)
- Flower of Scotland (1990)  (new live recording on BBC Records)